# Спутник (премия, 2018)
22-я церемония вручения наград премии «Спутник», присуждаемых Международной пресс-академией за заслуги в области кинематографа и телевидения за 2017 год состоялась 11 февраля 2018 года в отеле InterContinental, (Сенчури Сити, Лос-Анджелес, Калифорния). Номинанты и лауреаты специальных наград были объявлены 29 ноября 2017 года.

## Список лауреатов и номинантов
• Победители выделены отдельным цветом. 

### Кино
| Категория                                                           | Лауреаты и номинанты                                                                          |
| ------------------------------------------------------------------- | --------------------------------------------------------------------------------------------- |
| Лучший фильм                                                        | • Три билборда на границе Эббинга, Миссури / Three Billboards Outside Ebbing, Missouri        |
| Лучший фильм                                                        | • Божья земля / God's Own Country                                                             |
| Лучший фильм                                                        | • Дюнкерк / Dunkirk                                                                           |
| Лучший фильм                                                        | • Форма воды / The Shape of Water                                                             |
| Лучший фильм                                                        | • Прочь / Get Out                                                                             |
| Лучший фильм                                                        | • Леди Бёрд / Lady Bird                                                                       |
| Лучший фильм                                                        | • Любовь — болезнь / The Big Sick                                                             |
| Лучший фильм                                                        | • Тоня против всех / I, Tonya                                                                 |
| Лучший фильм                                                        | • Зови меня своим именем / Call Me by Your Name                                               |
| Лучший фильм                                                        | • Ферма «Мадбаунд» / Mudbound                                                                 |
| Лучшая режиссура                                                    | • Джордан Пил — «Прочь»                                                                       |
| Лучшая режиссура                                                    | • Кристофер Нолан — «Дюнкерк»                                                                 |
| Лучшая режиссура                                                    | • Грета Гервиг — «Леди Бёрд»                                                                  |
| Лучшая режиссура                                                    | • Гильермо дель Торо — «Форма воды»                                                           |
| Лучшая режиссура                                                    | • Ди Рис — «Ферма „Мадбаунд“»                                                                 |
| Лучшая режиссура                                                    | • Шон Бэйкер — «Проект „Флорида“»                                                             |
| Лучший актёр                                                        | • Гэри Олдмен — «Тёмные времена» (за роль Уинстона Черчилля)                                  |
| Лучший актёр                                                        | • Гарри Дин Стэнтон (посмертно) — «Счастливчик» (за роль «Счастливчика»)                      |
| Лучший актёр                                                        | • Дэниел Дэй-Льюис — «Призрачная нить» (за роль Рейнольдса Вудкока)                           |
| Лучший актёр                                                        | • Джейк Джилленхол — «Сильнее» (за роль Джеффа Баумана)                                       |
| Лучший актёр                                                        | • Роберт Паттинсон — «Хорошее время» (за роль Конни Никаса)                                   |
| Лучший актёр                                                        | • Джереми Реннер — «Ветреная река» (за роль Кори Ламберта)                                    |
| Лучший актёр                                                        | • Джеймс Франко — «Горе-творец» (за роль Томми Вайсо)                                         |
| Лучшая актриса                                                      | • Салли Хокинс — «Форма воды» (за роль Элайзы Эспозито)                                       |
| Лучшая актриса                                                      | • Диана Крюгер — «На пределе» (за роль Кати Секерчи)                                          |
| Лучшая актриса                                                      | • Эмма Стоун — «Битва полов» (за роль Билли Джин Кинг)                                        |
| Лучшая актриса                                                      | • Джуди Денч — «Виктория и Абдул» (за роль королевы Виктории)                                 |
| Лучшая актриса                                                      | • Фрэнсис Макдорманд — «Три билборда на границе Эббинга, Миссури» (за роль Милдред Хейз)      |
| Лучшая актриса                                                      | • Марго Робби — «Тоня против всех» (за роль Тони Хардинг)                                     |
| Лучшая актриса                                                      | • Сирша Ронан — «Леди Бёрд» (за роль Кристин Макферсон)                                       |
| Лучшая актриса                                                      | • Джессика Честейн — «Большая игра» (за роль Молли Блум)                                      |
| Лучший актёр второго плана                                          | • Сэм Рокуэлл — «Три билборда на границе Эббинга, Миссури» (за роль офицера Джейсона Диксона) |
| Лучший актёр второго плана                                          | • Арми Хаммер — «Зови меня своим именем» (за роль Оливера)                                    |
| Лучший актёр второго плана                                          | • Дастин Хоффман — «Истории семьи Майровиц» (за роль Гарольда Мейровица)                      |
| Лучший актёр второго плана                                          | • Марк Райлэнс — «Дюнкерк» (за роль мистера Доусона)                                          |
| Лучший актёр второго плана                                          | • Майкл Шеннон — «Форма воды» (за роль полковника Ричарда Стрикленда)                         |
| Лучший актёр второго плана                                          | • Уиллем Дефо — «Проект „Флорида“» (за роль Бобби Хикса)                                      |
| Лучшая актриса второго плана                                        | • Лоис Смит — «Марджори Прайм» (за роль Марджори)                                             |
| Лучшая актриса второго плана                                        | • Холли Хантер — «Любовь — болезнь» (за роль Бет Гарднер)                                     |
| Лучшая актриса второго плана                                        | • Эллисон Дженни — «Тоня против всех» (за роль ЛаВоны Голден)                                 |
| Лучшая актриса второго плана                                        | • Мелисса Лео — «Послушница» (за роль матери-настоятельницы)                                  |
| Лучшая актриса второго плана                                        | • Лори Меткалф — «Леди Бёрд» (за роль Мэрион Макферсон)                                       |
| Лучшая актриса второго плана                                        | • Мэри Джей Блайдж — «Ферма „Мадбаунд“» (за роль Флоренс Джексон)                             |
| Лучший оригинальный сценарий                                        | • Мартин Макдонах — «Три билборда на границе Эббинга, Миссури»                                |
| Лучший оригинальный сценарий                                        | • Кристофер Нолан — «Дюнкерк»                                                                 |
| Лучший оригинальный сценарий                                        | • Джордан Пил — «Прочь»                                                                       |
| Лучший оригинальный сценарий                                        | • Гильермо дель Торо и Ванесса Тейлор — «Форма воды»                                          |
| Лучший оригинальный сценарий                                        | • Грета Гервиг — «Леди Бёрд»                                                                  |
| Лучший оригинальный сценарий                                        | • Шон Бэйкер и Крис Бергоч — «Проект „Флорида“»                                               |
| Лучший адаптированный сценарий                                      | • Скотт Нойстедтер и Майкл Х. Уэбер — «Горе-творец»                                           |
| Лучший адаптированный сценарий                                      | • Аарон Соркин — «Большая игра»                                                               |
| Лучший адаптированный сценарий                                      | • Джеймс Айвори — «Зови меня своим именем»                                                    |
| Лучший адаптированный сценарий                                      | • Ли Холл — «Виктория и Абдул»                                                                |
| Лучший адаптированный сценарий                                      | • Брайан Селзник — «Мир, полный чудес»                                                        |
| Лучший адаптированный сценарий                                      | • Джейсон Фукс м Аллан Хейнберг — «Чудо-женщина»                                              |
| Лучшая музыка к фильму                                              | • Руперт Грегсон-Уильямс — «Чудо-женщина»                                                     |
| Лучшая музыка к фильму                                              | • Ханс Циммер — «Дюнкерк»                                                                     |
| Лучшая музыка к фильму                                              | • Картер Бёруэлл — «Мир, полный чудес»                                                        |
| Лучшая музыка к фильму                                              | • Александр Деспла — «Форма воды»                                                             |
| Лучшая музыка к фильму                                              | • Дарио Марианелли — «Тёмные времена»                                                         |
| Лучшая музыка к фильму                                              | • Майкл Джаккино — «Планета обезьян: Война»                                                   |
| Лучшая песня                                                        | • Stand Up for Something — «Маршалл»                                                          |
| Лучшая песня                                                        | • It Ain’t Fair — «Детройт»                                                                   |
| Лучшая песня                                                        | • I Don’t Wanna Live Forever — «На пятьдесят оттенков темнее»                                 |
| Лучшая песня                                                        | • Prayers for This World — «Плач из Сирии» (англ.)                                            |
| Лучшая песня                                                        | • The Promise — «Обещание»                                                                    |
| Лучшая песня                                                        | • Truth to Power — «Неудобная планета» (англ.)                                                |
| Лучший монтаж                                                       | • Уильям Хой и Стэн Сэлфэс — «Планета обезьян: Война»                                         |
| Лучший монтаж                                                       | • Джон Грегори — «Три билборда на границе Эббинга, Миссури»                                   |
| Лучший монтаж                                                       | • Ли Смит — «Дюнкерк»                                                                         |
| Лучший монтаж                                                       | • Сидни Волински — «Форма воды»                                                               |
| Лучший монтаж                                                       | • Валерио Бонелли — «Тёмные времена»                                                          |
| Лучший монтаж                                                       | • Пол Мачлисс и Джонатан Амос — «Малыш на драйве»                                             |
| Лучшая операторская работа                                          | • Роджер Дикинс — «Бегущий по лезвию 2049»                                                    |
| Лучшая операторская работа                                          | • Бен Дэвис — «Три билборда на границе Эббинга, Миссури»                                      |
| Лучшая операторская работа                                          | • Хойте Ван Хойтема — «Дюнкерк»                                                               |
| Лучшая операторская работа                                          | • Дан Лаустсен — «Форма воды»                                                                 |
| Лучшая операторская работа                                          | • Брюно Дельбоннель — «Тёмные времена»                                                        |
| Лучшая операторская работа                                          | • Сэм Леви — «Леди Бёрд»                                                                      |
| Лучшая работа художника (Art Direction and Production Design)       | • «Форма воды»                                                                                |
| Лучшая работа художника (Art Direction and Production Design)       | • «Бегущий по лезвию 2049»                                                                    |
| Лучшая работа художника (Art Direction and Production Design)       | • «Дюнкерк»                                                                                   |
| Лучшая работа художника (Art Direction and Production Design)       | • «Прочь»                                                                                     |
| Лучшая работа художника (Art Direction and Production Design)       | • «Короче»                                                                                    |
| Лучшая работа художника (Art Direction and Production Design)       | • «Призрачная нить»                                                                           |
| Лучший дизайн костюмов                                              | • Марк Бриджес — «Призрачная нить»                                                            |
| Лучший дизайн костюмов                                              | • Консолата Бойл — «Виктория и Абдул»                                                         |
| Лучший дизайн костюмов                                              | • Александра Бирн — «Убийство в „Восточном экспрессе“»                                        |
| Лучший дизайн костюмов                                              | • Жаклин Дюрран — «Красавица и чудовище»                                                      |
| Лучший дизайн костюмов                                              | • Джеффри Кёрланд — «Дюнкерк»                                                                 |
| Лучший дизайн костюмов                                              | • Стэйси Баттат — «Роковое искушение»                                                         |
| Лучший звук (монтаж и микс) Sound (Editing and Mixing)              | • «Дюнкерк» — Алекс Гибсон, Ричард Кинг, Марк Вайнгартен, Грегг Ландакер, Гэри А. Риццо       |
| Лучший звук (монтаж и микс) Sound (Editing and Mixing)              | • «Тёмные времена»                                                                            |
| Лучший звук (монтаж и микс) Sound (Editing and Mixing)              | • «Тайна Коко»                                                                                |
| Лучший звук (монтаж и микс) Sound (Editing and Mixing)              | • «Планета обезьян: Война»                                                                    |
| Лучший звук (монтаж и микс) Sound (Editing and Mixing)              | • «Бегущий по лезвию 2049»                                                                    |
| Лучший звук (монтаж и микс) Sound (Editing and Mixing)              | • «Логан»                                                                                     |
| Лучшие визуальные эффекты                                           | • «Бегущий по лезвию 2049»                                                                    |
| Лучшие визуальные эффекты                                           | • «Дюнкерк»                                                                                   |
| Лучшие визуальные эффекты                                           | • «Форма воды»                                                                                |
| Лучшие визуальные эффекты                                           | • «Чудо-женщина»                                                                              |
| Лучшие визуальные эффекты                                           | • «Чужой: Завет»                                                                              |
| Лучшие визуальные эффекты                                           | • «Планета обезьян: Война»                                                                    |
| Лучший документальный фильм                                         | • В поисках кораллов / Chasing Coral                                                          |
| Лучший документальный фильм                                         | • Человеческий поток / Human Flow                                                             |
| Лучший документальный фильм                                         | • Экслибрис: Нью-Йоркская публичная библиотека / Ex Libris: The New York Public Library       |
| Лучший документальный фильм                                         | • Город кошек / Kedi                                                                          |
| Лучший документальный фильм                                         | • Плач из Сирии / Cries from Syria                                                            |
| Лучший документальный фильм                                         | • Икар / Icarus                                                                               |
| Лучший документальный фильм                                         | • Город призраков / City of Ghosts                                                            |
| Лучший документальный фильм                                         | • Hell on Earth: The Fall of Syria and the Rise of ISIS                                       |
| Лучший документальный фильм                                         | • Legion of Brothers                                                                          |
| Лучший анимационный фильм (Motion Picture, Animated or Mixed Media) | • Тайна Коко / Coco                                                                           |
| Лучший анимационный фильм (Motion Picture, Animated or Mixed Media) | • Забытые дети / Psiconautas, los niños olvidados                                             |
| Лучший анимационный фильм (Motion Picture, Animated or Mixed Media) | • Тачки 3 / Cars 3                                                                            |
| Лучший анимационный фильм (Motion Picture, Animated or Mixed Media) | • Ван Гог. С любовью, Винсент / Loving Vincent                                                |
| Лучший анимационный фильм (Motion Picture, Animated or Mixed Media) | • Добытчица / The Breadwinner                                                                 |
| Лучший анимационный фильм (Motion Picture, Animated or Mixed Media) | • Босс-молокосос / The Boss Baby                                                              |
| Лучший анимационный фильм (Motion Picture, Animated or Mixed Media) | • Лего Фильм: Бэтмен / The Lego Batman Movie                                                  |
| Лучший иностранный фильм (Motion Picture, International Film)       | • На пределе / Aus dem Nichts (Германия)                                                      |
| Лучший иностранный фильм (Motion Picture, International Film)       | • Божественный порядок / Die göttliche Ordnung (Швейцария)                                    |
| Лучший иностранный фильм (Motion Picture, International Film)       | • Квадрат / The Square (Швеция)                                                               |
| Лучший иностранный фильм (Motion Picture, International Film)       | • Сначала они убили моего отца / First They Killed My Father (Камбоджа)                       |
| Лучший иностранный фильм (Motion Picture, International Film)       | • Нелюбовь (Россия)                                                                           |
| Лучший иностранный фильм (Motion Picture, International Film)       | • Фокстрот / פוקסטרוט / Foxtrot (Израиль)                                                     |
| Лучший иностранный фильм (Motion Picture, International Film)       | • Белое солнце / Seto Surya / White Sun (Непал)                                               |
| Лучший иностранный фильм (Motion Picture, International Film)       | • 120 ударов в минуту / 120 battements par minute (Франция)                                   |

### Телевизионные категории
| Категории                                                               | Лауреаты и номинанты                                                          |
| ----------------------------------------------------------------------- | ----------------------------------------------------------------------------- |
| Лучший телевизионный сериал (драма)                                     | • Викинги / Vikings                                                           |
| Лучший телевизионный сериал (драма)                                     | • Это мы / This Is Us                                                         |
| Лучший телевизионный сериал (драма)                                     | • Табу / Taboo                                                                |
| Лучший телевизионный сериал (драма)                                     | • Охотник за разумом / Mindhunter                                             |
| Лучший телевизионный сериал (драма)                                     | • Рассказ служанки / The Handmaid's Tale                                      |
| Лучший телевизионный сериал (драма)                                     | • 13 причин почему / 13 Reasons Why                                           |
| Лучший телевизионный сериал (драма)                                     | • Любовники / The Affair                                                      |
| Лучший телевизионный сериал (комедия или мюзикл)                        | • Блеск / GLOW                                                                |
| Лучший телевизионный сериал (комедия или мюзикл)                        | • Оранжевый — хит сезона / Orange Is the New Black                            |
| Лучший телевизионный сериал (комедия или мюзикл)                        | • Когти / Claws                                                               |
| Лучший телевизионный сериал (комедия или мюзикл)                        | • Баскетс / Baskets                                                           |
| Лучший телевизионный сериал (комедия или мюзикл)                        | • Вице-президент / Veep                                                       |
| Лучший телевизионный сериал (комедия или мюзикл)                        | • Нетипичный / Atypical                                                       |
| Лучший мини-сериал                                                      | • Большая маленькая ложь / Big Little Lies                                    |
| Лучший мини-сериал                                                      | • Риллингтон-плейс / Rillington Place                                         |
| Лучший мини-сериал                                                      | • Молодой Папа / The Young Pope                                               |
| Лучший мини-сериал                                                      | • Когда мы восстанем / When We Rise                                           |
| Лучший мини-сериал                                                      | • Вражда: Бетт и Джоан / Feud: Bette and Joan                                 |
| Лучший мини-сериал                                                      | • Герилья / Guerrilla                                                         |
| Лучший телефильм                                                        | • Лжец, Великий и Ужасный / The Wizard of Lies                                |
| Лучший телефильм                                                        | • Машина войны / War Machine                                                  |
| Лучший телефильм                                                        | • Бессмертная жизнь Генриетты Лакс / The Immortal Life of Henrietta Lacks     |
| Лучший телефильм                                                        | • Король Карл III / King Charles III                                          |
| Лучший телефильм                                                        | • Вошедшие незримо: Сестры Бронте / To Walk Invisible: The Bronte Sisters     |
| Лучший жанровый сериал (Best Television Series, Genre)                  | • Игра престолов / Game of Thrones                                            |
| Лучший жанровый сериал (Best Television Series, Genre)                  | • Чужестранка / Outlander                                                     |
| Лучший жанровый сериал (Best Television Series, Genre)                  | • Оставленные / The Leftovers                                                 |
| Лучший жанровый сериал (Best Television Series, Genre)                  | • Легион / Legion                                                             |
| Лучший жанровый сериал (Best Television Series, Genre)                  | • Очень странные дела / Stranger Things                                       |
| Лучший жанровый сериал (Best Television Series, Genre)                  | • Американские боги / American Gods                                           |
| Лучший актёр в драматическом или жанровом телесериале                   | • Джонатан Грофф — «Охотник за разумом» (за роль Холдена Форда)               |
| Лучший актёр в драматическом или жанровом телесериале                   | • Том Харди — «Табу» (за роль Джеймса Кэзайи Делейни)                         |
| Лучший актёр в драматическом или жанровом телесериале                   | • Юэн Макгрегор — «Фарго» (за роли Эммита Стасси и Рэя Стасси)                |
| Лучший актёр в драматическом или жанровом телесериале                   | • Брендан Глисон — «Мистер Мерседес» (за роль детектива Билла Ходжеса)        |
| Лучший актёр в драматическом или жанровом телесериале                   | • Гарри Тредэвэй — «Мистер Мерседес» (за роль Брейди Хартсфилда)              |
| Лучший актёр в драматическом или жанровом телесериале                   | • Сэм Хьюэн — «Чужестранка» (за роль Джейми Фрейзера)                         |
| Лучшая актриса в драматическом или жанровом телесериале                 | • Элизабет Мосс — «Рассказ служанки» (за роль Джун Осборн)                    |
| Лучшая актриса в драматическом или жанровом телесериале                 | • Кэтрин Лэнгфорд — «13 причин почему» (за роль Ханны Бейкер)                 |
| Лучшая актриса в драматическом или жанровом телесериале                 | • Кэрри Кун — «Оставленные» (за роль Норы Дарст)                              |
| Лучшая актриса в драматическом или жанровом телесериале                 | • Катрина Балф — «Чужестранка» (за роль Клэр Фрейзер)                         |
| Лучшая актриса в драматическом или жанровом телесериале                 | • Рут Уилсон — «Любовники» (за роль Элисон Локхард)                           |
| Лучшая актриса в драматическом или жанровом телесериале                 | • Мэгги Джилленхол — «Двойка» (за роль Эйлин «Кэнди» Меррелл)                 |
| Лучший актёр в телесериале (комедия или мюзикл)                         | • Уильям Х. Мэйси — «Бесстыдники» (за роль Фрэнка Галлагера)                  |
| Лучший актёр в телесериале (комедия или мюзикл)                         | • Зак Галифианакис — «Баскетс» (за роли Чипа Баскетса и Дейла Баскетса)       |
| Лучший актёр в телесериале (комедия или мюзикл)                         | • Томас Миддлдитч — «Кремниевая долина» (за роль Ричарда Хендрикса)           |
| Лучший актёр в телесериале (комедия или мюзикл)                         | • Азиз Ансари — «Мастер не на все руки» (за роль Дева Шаха)                   |
| Лучший актёр в телесериале (комедия или мюзикл)                         | • Джон Литгоу — «Методом проб и ошибок» (за роль Ларри Хендерсона)            |
| Лучший актёр в телесериале (комедия или мюзикл)                         | • Нил Патрик Харрис — «Лемони Сникет: 33 несчастья» (за роль графа Олафа)     |
| Лучшая актриса в телесериале (комедия или мюзикл)                       | • Ниси Нэш — «Когти» (за роль Дэсны Симмс)                                    |
| Лучшая актриса в телесериале (комедия или мюзикл)                       | • Элли Кемпер — «Несгибаемая Кимми Шмидт» (за роль Кимберли «Кимми» Шмидт)    |
| Лучшая актриса в телесериале (комедия или мюзикл)                       | • Джулия Луи-Дрейфус — «Вице-президент» (за роль Селины Майер)                |
| Лучшая актриса в телесериале (комедия или мюзикл)                       | • Элисон Бри — «Блеск» (за роль Рут «Зои-разрушительницы» Уайлдер)            |
| Лучшая актриса в телесериале (комедия или мюзикл)                       | • Кэтрин Хан — «Я люблю Дика» (за роль Крис Краус)                            |
| Лучшая актриса в телесериале (комедия или мюзикл)                       | • Исса Рэй — «Белая ворона» (англ.) (за роль Иссы Ди)                         |
| Лучший актёр в мини-сериале или телефильме                              | • Роберт Де Ниро — «Лжец, Великий и Ужасный» (за роль Бернарда Мейдоффа)      |
| Лучший актёр в мини-сериале или телефильме                              | • Джуд Лоу — «Молодой Папа» (за роль папы Пия XIII (Ленни Белардо))           |
| Лучший актёр в мини-сериале или телефильме                              | • Тим Пиготт-Смит — «Король Карл III» (за роль короля Карла III)              |
| Лучший актёр в мини-сериале или телефильме                              | • Юэн Макгрегор — «Фарго» (за роли Эммита Стасси и Рэя Стасси)                |
| Лучший актёр в мини-сериале или телефильме                              | • Бенедикт Камбербэтч — «Шерлок» (за роль Шерлока Холмса)                     |
| Лучшая актриса в мини-сериале или телефильме                            | • Николь Кидман — «Большая маленькая ложь» (за роль Селесты Райт)             |
| Лучшая актриса в мини-сериале или телефильме                            | • Элизабет Мосс — «Вершина озера: Китайская девушка» (за роль Робин Гриффин)  |
| Лучшая актриса в мини-сериале или телефильме                            | • Мишель Пфайффер — «Лжец, Великий и Ужасный» (за роль Рут Мейдофф)           |
| Лучшая актриса в мини-сериале или телефильме                            | • Джессика Лэнг — «Вражда: Бетт и Джоан» (за роль Джоан Кроуфорд)             |
| Лучшая актриса в мини-сериале или телефильме                            | • Сьюзан Сарандон — «Вражда: Бетт и Джоан» (за роль Бетт Дейвис)              |
| Лучшая актриса в мини-сериале или телефильме                            | • Джоан Фроггатт — «Тёмный ангел» (англ.) (за роль Мэри Энн Коттон)           |
| Лучший актёр второго плана в телесериале, мини-сериале или телефильме   | • Майкл Маккин — «Лучше звоните Солу» (за роль Чака Макгилла)                 |
| Лучший актёр второго плана в телесериале, мини-сериале или телефильме   | • Кристофер Экклстон — «Оставленные» (за роль Мэтта Джемисона)                |
| Лучший актёр второго плана в телесериале, мини-сериале или телефильме   | • Лейкит Стэнфилд — «Машина войны» (за роль капрала Билли Коула)              |
| Лучший актёр второго плана в телесериале, мини-сериале или телефильме   | • Луи Андерсон — «Баскетс» (за роль Кристины Баскетс)                         |
| Лучший актёр второго плана в телесериале, мини-сериале или телефильме   | • Александр Скарсгард — «Большая маленькая ложь» (за роль Перри Райта)        |
| Лучший актёр второго плана в телесериале, мини-сериале или телефильме   | • Стэнли Туччи — «Вражда: Бетт и Джоан» (за роль Джека Л. Уорнера)            |
| Лучшая актриса второго плана в телесериале, мини-сериале или телефильме | • Энн Дауд — «Рассказ служанки» (за роль тётушки Лидии)                       |
| Лучшая актриса второго плана в телесериале, мини-сериале или телефильме | • Лора Дерн — «Большая маленькая ложь» (за роль Ренаты Клейн)                 |
| Лучшая актриса второго плана в телесериале, мини-сериале или телефильме | • Даниэль Брукс — «Оранжевый — хит сезона» (за роль Таши «Тэйсти» Джефферсон) |
| Лучшая актриса второго плана в телесериале, мини-сериале или телефильме | • Шейлин Вудли — «Большая маленькая ложь» (за роль Джейн Чапмен)              |
| Лучшая актриса второго плана в телесериале, мини-сериале или телефильме | • Джуди Дэвис — «Вражда: Бетт и Джоан» (за роль Хедды Хоппер)                 |
| Лучшая актриса второго плана в телесериале, мини-сериале или телефильме | • Реджина Кинг — «Американское преступление» (за роль Кимары Уолтерс)         |

### New Media
| Категории                         | Лауреаты и номинанты                      |
| --------------------------------- | ----------------------------------------- |
| Best Overall                      | • Humans 2.0                              |
| Best Overall                      | • 100 Years of Olympic Films: 1912—2012   |
| Best Overall                      | • Daughters of Dust                       |
| Best Overall                      | • Alien Anthology                         |
| Best Overall                      | • «Коммивояжёр» / The Salesman            |
| Youth                             | • The Planet Earth Collection             |
| Youth                             | • Гадкий я 3 / Despicable Me 3            |
| Youth                             | • Peanuts Holiday Collection              |
| Youth                             | • Тачки 3 / Cars 3                        |
| Youth                             | • Король Лев / The Lion King              |
| Sports/Racing Games               | • Madden NFL 18                           |
| Sports/Racing Games               | • Football Manager 2018                   |
| Sports/Racing Games               | • Everybody's Golf                        |
| Sports/Racing Games               | • MLB The Show 17                         |
| Sports/Racing Games               | • Pro Evolution Soccer 2018               |
| Outstanding Action/Adventure Game | • Super Mario Odyssey                     |
| Outstanding Action/Adventure Game | • The Legend of Zelda: Breath of the Wild |
| Outstanding Action/Adventure Game | • NieR: Automata                          |
| Outstanding Action/Adventure Game | • Pyre                                    |
| Outstanding Action/Adventure Game | • Tom Clancy’s Ghost Recon Wildlands      |
| Mobile Game                       | • Monument Valley 2                       |
| Mobile Game                       | • Egglia: Legend of the Redcap            |
| Mobile Game                       | • Yankai’s Peak                           |
| Mobile Game                       | • Cat Quest                               |
| Mobile Game                       | • Age of Rivals                           |

## Специальные награды
| Награда                                                                | Лауреаты                                       |
| ---------------------------------------------------------------------- | ---------------------------------------------- |
| Награда имени Мэри Пикфорд (Mary Pickford Award)                       | • Дэбни Коулмен                                |
| Награда имени Николы Теслы (Nikola Tesla Award)                        | • Роберт Легато (англ.)                        |
| Auteur Award                                                           | • Грета Гервиг — «Леди Бёрд»                   |
| Humanitarian Award                                                     | • Стивен Чбоски — «Чудо»                       |
| Лучший первый полнометражный фильм (Best First Feature)                | • Джон Кэрролл Линч — «Счастливчик»            |
| Лучший актёрский ансамбль в кинофильме (Best Ensemble, Motion Picture) | • актёрский ансамбль фильма «Ферма „Мадбаунд“» |
| Лучший актёрский ансамбль в телесериале (Best Ensemble: Television)    | • актёрский ансамбль сериала «Полдарк»         |